# Ban Nahin
Ban Nahin – miasto leżące w północno-zachodnim Laosie, w prowincji Oudômxai.